# 瑞恩·西格
瑞恩·西格（英語：Ryan Seager；1996年2月5日—）是一位英格蘭足球運動員。在場上的位置是前鋒。他現在效力於英格蘭足球超級聯賽球隊南安普敦足球俱樂部。他也代表英格蘭U17國家隊參賽。

## 外部連結
- 足球数据库：瑞恩·西格的球员统计数据